# Bruno Ruffo
Bruno Ruffo (9 december 1920 - 9 februari 2007) was een Italiaans auto- en motorcoureur. Hij werd drievoudig wereldkampioen motorrace en in het seizoen 1949 werd hij de eerste wereldkampioen in de 250cc-klasse.

## Carrière
Bruno Ruffo begon al in 1937, toen hij slechts 17 jaar oud was en met een oude 250cc-Miller-Balsamo deelnam aan een race op het circuit van Montagnana. In 1938 werd hij vierde in een heuvelklimwedstrijd in Torricelle. Tijdens de Tweede Wereldoorlog verbleef hij ruim twintig maanden aan het Russische front.
In 1945 kocht hij een Moto Guzzi Airone om deel te nemen aan wedstrijden. Hij won een race op het Circuito del Te, werd tweede in Bologna en opnieuw eerste in Polesine. Daarom mocht hij in 1946 deelnemen aan het Italiaanse juniorenkampioenschap dat hij won. In 1947 en 1948 bleef hij successen behalen met zijn Moto Guzzi en na zijn overwinning in Faenza nodigde men hem uit om in 1949 deel uit te maken van het fabrieksteam.

### 1949
Het was het jaar dat het wereldkampioenschap wegrace werd ingesteld. Moto Guzzi stuurde slechts één Italiaan naar de TT van Man: Enrico Lorenzetti. Verder vertrouwde men op Britse en Ierse coureurs die de 60km-lange Snaefell Mountain Course beter kenden. Dat werkte: Manliff Barrington won de Lightweight TT voor Moto Guzzi. De Grand Prix van Zwitserland werd gewonnen door Bruno Ruffo, voor Benelli-coureur Dario Ambrosini. In de Ulster Grand Prix werd Ruffo tweede achter Maurice Cann, die echter nooit de Britse eilanden verliet en die daarom - net als Barrington - geen bedreiging vormde voor de wereldtitel. Ambrosini won de GP des Nations, maar Ruffo had aan zijn vierde plaats voldoende om wereldkampioen te worden.

### 1950
In het seizoen 1950 bleef Ruffo onder contract bij Moto Guzzi, dat haar race-activiteiten echter bevroor. Daarom concentreerde Ruffo zich voor Mondial op de 125cc-klasse, hoewel hij in de Grand Prix van Zwitserland met Moto Guzzi tweede werd achter Dario Ambrosini.
De 125cc-klasse kende slechts drie wedstrijden. Ruffo won de TT van Assen en werd in de Ulster Grand Prix tweede achter zijn teamgenoot Carlo Ubbiali. De 125cc-klasse kende daar echter slechts drie deelnemers, allemaal Mondial-fabriekscoureurs, waarvan Gianni Leoni ook nog uitviel. In de GP des Nations had Ruffo genoeg aan de vierde plaats om wereldkampioen te worden.

### 1951
In het seizoen 1951 telde de 250cc-klasse vijf wedstrijden, waarvan slechts vier resultaten telden. In de Grand Prix van Zwitserland werd Ruffo achter Ambrosini tweede. Ruffo ging niet naar de TT van Man, waar Ambrosini tweede werd. Ruffo won echter de Grand Prix van Frankrijk en de Ulster Grand Prix. Dario Ambrosini verongelukte echter tijdens de trainingen in Frankrijk. Hij reed nog steeds voor Benelli, maar nadat in Ulster ook twee Moto Guzzi-rijders (Gianni Leoni en Sante Geminiani) verongelukten, verwachtten velen dat Moto Guzzi zich zou terugtrekken. Als men dat had gedaan had Tommy Wood nog een zeer kleine kans om wereldkampioen te worden. Het gebeurde echter niet: Ruffo werd tweede in de GP des Nations, maar Ruffo werd derde en daarmee wereldkampioen. Dario Ambrosini werd postuum derde in het wereldkampioenschap, Gianni Leoni werd postuum vijfde.

### 1952
In het seizoen 1952 ging Bruno Ruffo voor het eerst als deelnemer naar het eiland Man. Hoewel hij het zeer lange circuit niet kende, reed hij de snelste ronde, maar hij finishte slechts als zesde. Ook in de TT van Assen reed hij de snelste ronde, maar nu werd hij tweede. Ook in de laatste race van zijn carrière, de GP van Duitsland, reed hij de snelste ronde. Hij kwam echter in botsing met Enrico Lorenzetti en raakte daarbij zo ernstig geblesseerd dat hij zijn seizoen moest beëindigen.

### 1953
Het seizoen 1953 begon voor Bruno Ruffo met wegraces in Mestre en Syracuse, maar het WK-seizoen werd weer geopend door de TT van Man. Tijdens de trainingen raakte Ruffo echter opnieuw gewond, waarna hij besloot zijn carrière voort te zetten als autocoureur.

### Autocoureur
Hij ging rijden voor Alfa Romeo en Maserati, tot hij in 1958 met een Maserati 2000 crashte en ook die carrière beëindigde.

### Onderscheidingen
In 1955 bevorderde president Giovanni Gronchi hem tot Ridder in de Orde van Verdienste van de Italiaanse Republiek en in 2003 bevorderde president Carlo Ciampi hem tot Commandeur in de Orde van Verdienste van de Italiaanse Republiek, een titel die hij deelde met andere coureurs als Giacomo Agostini, Pier Paolo Bianchi, Eugenio Lazzarini en Carlo Ubbiali.

## Wereldkampioenschap wegrace resultaten
|                    | 1e | 2e | 3e | 4e | 5e | 6e | snelste ronde |
| ------------------ | -- | -- | -- | -- | -- | -- | ------------- |
| Punten 1949:       | 10 | 8  | 7  | 6  | 5  | 0  | 1             |
| Punten vanaf 1950: | 8  | 6  | 4  | 3  | 2  | 1  | 0             |

(Races in cursief geven de snelste ronde aan)
| Jaar | Klasse | Team       | Motorfiets           | 1     | 2     | 3     | 4     | 5       | 6     | 7     | 8     | Punten | Plaats | Overwinningen |  | Wereldkampioen                              |
| ---- | ------ | ---------- | -------------------- | ----- | ----- | ----- | ----- | ------- | ----- | ----- | ----- | ------ | ------ | ------------- |  | ------------------------------------------- |
| 1949 | 250 cc | Moto Guzzi | Gambalunghino        | IOM - | ZWI 1 |       |       | ULS 2   | NAT 4 |       |       | 24     | 1e     | 1             |  | Bruno Ruffo, Moto Guzzi Gambalunghino       |
| 1950 | 125 cc | Mondial    | 125 Bialbero         |       |       | NED 1 |       | ULS 2   | NAT 4 |       |       | 17     | 1e     | 1             |  | Bruno Ruffo, Mondial 125 Bialbero           |
| 1950 | 250 cc | Moto Guzzi | Gambalunghino        | IOM - |       |       | ZWI 2 | ULS -   | NAT - |       |       | 6      | 3e     | 0             |  | Dario Ambrosini, Benelli                    |
| 1951 | 250 cc | Moto Guzzi | Gambalunghino        |       | ZWI 2 | IOM - |       |         | FRA 1 | ULS 1 | NAT 3 | 22     | 1e     | 2             |  | Bruno Ruffo, Moto Guzzi Gambalunghino       |
| 1951 | 500 cc | Privé      | Moto Guzzi Dondolino | SPA - | ZWI - | IOM - | BEL - | NED DNF | FRA - | ULS - | NAT 5 | 2      | 19e    | 0             |  | Geoff Duke, Norton 30M Manx                 |
| 1952 | 250 cc | Moto Guzzi | Gambalunghino        | ZWI - | IOM 6 | NED 2 |       | DUI DNF | ULS - | NAT - |       | 7      | 6e     | 0             |  | Enrico Lorenzetti, Moto Guzzi Gambalunghino |

## Overige resultaten
Behalve zijn Italiaanse junior 250cc-kampioenschap in 1946 werd hij bij de senioren Italiaans 250cc-kampioen in 1949 en in 1951. Hij reed met Moto Guzzi's 61 wereldsnelheidsrecords, in 1948 op Monza en in 1950 in Monthléry.